# Mein Sohn, der Klugscheißer
Mein Sohn, der Klugscheißer ist ein deutscher Fernsehfilm aus dem Jahr 2016 mit Alwara Höfels in der Hauptrolle. Thema ist die Beziehung einer alleinerziehenden Mutter zu ihrem hochbegabten Sohn und die damit verbundenen Herausforderungen.

## Handlung
Deborah Höffner arbeitet als Busfahrerin in Hamburg. Während sie sich für Hunde, Katzenvideos, Musicals und Mode interessiert, hat ihr Sohn Jerôme völlig andere Interessen. Er hat Angst vor Hunden, rechnet beim Einkauf die Preise inkl. Rabatt aus, kümmert sich um die Nebenkostenabrechnung seiner Mutter und beobachtet seine Umgebung sehr analytisch. In der Schule hat er keine Freunde, wird von seinen Mitschülern gemobbt und von seinen Lehrern mitunter nicht verstanden. Als Deborahs Freund Marco dies mitbekommt, gibt er Jerôme den Rat, sich gegen die provozierenden Mitschüler auch zur Wehr zu setzen, woraufhin dieser bei der nächsten Provokation einem Mitschüler das Nasenbein bricht. Dies gibt Anlass, ihn bei der Schulpsychologin Frau Laas vorzustellen.
Aufgrund eines Hinweises von Jerômes Kunstlehrerin wird auch die Möglichkeit einer Hochbegabung in Betracht gezogen. Mit den Möglichkeiten eines „normalen, aber verhaltensauffälligen Kindes“ bzw. eines „hochbegabten Kindes“ konfrontiert, tut Deborah alles dafür, ihren Sohn als normal einzustufen. Denn sie hat Angst, ihren Sohn zu verlieren, wenn er wegen der ihm zustehenden Förderung bei Hochbegabung beispielsweise in ein Internat ziehen würde. Sie selbst sei im Heim aufgewachsen und möchte dies bei ihrem Kind auf jeden Fall verhindern. Jerôme belauscht dieses Gespräch und manipuliert seine Testergebnisse, sodass keine Hochbegabung attestiert werden kann. Die Psychologin hat dennoch ihre Zweifel und bietet die Möglichkeit an, sich bei einem Internat für Hochbegabte vorzustellen. Sie gucken sich das Internat auch an, aber Deborah sieht hier – im Gegensatz zu ihrem Sohn – keine Möglichkeiten für Jerôme. Sie haben dort ja noch nicht mal Pommes, Spaghetti Bolo oder Cola.
Jerôme versucht, sich mit seinen Mitschülern zu arrangieren. Er findet auch einen neuen Freund, Said, der ihm hilft, ins Softballteam der Schule aufgenommen zu werden. Said hilft Jerôme, als der Mitschüler mit dem gebrochenen Nasenbein ihm erneut auflauert. Dies führt zu deutlicher Unruhe bei den Eltern der Mitschüler, die Jerôme als aggressiv einschätzen und ihn gern der Schule verweisen würden. Aufgrund unterschiedlicher Ansichten bezüglich Jerôme kommt es zu Streitigkeiten zwischen Deborah und Marco, sodass diese sich trennen. Jerôme fährt ohne das Wissen seiner Mutter mit Said zu dem Internat und macht den Einstellungstest, worauf ihm aufgrund eines Intelligenzquotienten von 137 eine Hochbegabung bescheinigt wird. Er selbst würde gern in das Internat ziehen, ihm ist aber auch klar, dass er seine Mutter dann zeitweise allein lassen müsste. Trotz seiner Angst vor Hunden organisiert Jerôme mit Saids Kontakten einen Hund für Deborah. Er versucht auch, einen neuen Freund für seine Mutter zu finden, indem er das Profil seiner Mutter in einem Datingportal wieder aktiviert und schreibt, sie interessiere sich für Mathematik, Astrophysik und Evolutionsbiologie.
Als Deborah herausfindet, dass Jerôme auf dem Internat war und auch ihr Profil mit falschen Angaben aktiviert hat, kommt es zu einem Streit zwischen Mutter und Sohn. Hier sagt Jerôme, dass er seine Schule hasst, die Mitschüler seien alle dumm und gemein. Auch Deborah sei dumm. Zornig erwidert sie, er dürfe nicht auf das Internat und er dürfe auch Said nicht mehr wiedersehen, und geht kurz auf den Balkon, um sich abzuregen. Als sie zurückkommt, ist Jerôme nicht zu sehen. Mit Marcos Hilfe sucht Deborah nach Jerôme; sie fahren auch in das Internat, Jerôme ist allerdings nicht dort. Es kommt hier zu einem Gespräch mit dem Leiter und Frau Laas, in der Deborah ihre Angst um ihren Sohn erneut äußert. Es werden noch einmal die Vorzüge für Jerôme aufgezeigt, wenn er hier die passende Förderung erhalten würde. Als Jerôme bei der Polizei als vermisst gemeldet werden soll, wird er in der Wohnung gefunden. Nach einem klärenden Gespräch sieht Deborah ein, dass das Internat das ist, was Jerôme möchte und was am besten für ihn ist.
In der letzten Szene besuchen Deborah, Marco und Said das Internat zur Präsentation von Jerômes erster Studienarbeit. Er hält einen Vortrag über Astrophysik – zu ihrer Überraschung in fließendem Englisch.

## Produktion
Gedreht wurde der Film vom 6. August 2015 bis 9. September 2015 in Hamburg. Seine Fernsehpremiere hatte der Film am 7. Oktober 2016 im Ersten.

## Rezeption

### Kritiken
Laut Lexikon des internationalen Films handelt es sich um eine „[u]nterhaltsame (Fernseh-)Gesellschaftskomödie, die sich auch ernsteren Zwischentönen nicht verschließt.“ Gelobt wird  Maximilian Ehrenreich, der „in der Titelrolle des kleinen Hochbegabten [überzeugt].“
Rainer Tittelbach lobt den Film in seiner Bewertung bei tittelbach.tv (5 von 6 Sternen) und hebt insbesondere die Leistungen der Hauptrollen hervor: „Der Film von Pia Strietmann zeigt den schmerzlichen Ablösungsprozess stets tonlagensicher zwischen Drama & Komödie: dramaturgisch dicht, psychologisch schlüssig, filmisch flüssig, und einige herzhafte Lacher gibt es auch. Besonders bemerkenswert: Die Kinderrolle ist der erwachsenen in jeder Hinsicht ebenbürtig und sie besticht durch ihren Eigen-Sinn; der Junge ist weder Opfer noch Objekt für Rührseligkeiten. Höfels & Ehrenreich sind große Klasse!“
Im Hamburger Abendblatt meint Karolin Jacquemain, der Film „zeigt den schmerzlichen Ablösungsprozess zwischen Eltern und Kind; er erzählt vom Anderssein und Loslassen. Dass er dabei seine Leichtfüßigkeit nicht verliert, ist für das deutsche Fernsehen bemerkenswert.“

### Einschaltquoten
Die Erstausstrahlung am 7. Oktober 2016 sahen 5,45 Millionen Zuschauer. Dies bedeutete einen Marktanteil von 17,9 %.